# 141. Reserve-Division (Wehrmacht)
La 141. Reserve-Division inizialmente denominata 151. Division e poi Division Nr. 141 fu una divisione di riserva dell'esercito tedesco attiva durante la seconda guerra mondiale che venne creata nel 1939 e fu schierata lungo il fronte orientale dove fu sciolta nel 1944.

## Storia

### 151. Division e Division Nr. 141
La divisione fu costituita il 13 novembre 1939 come 151. Division, tuttavia già l'8 dicembre venne ridenominata Division Nr. 141 ed il 14 settembre 1940 fu trasferita nel protettorato di Boemia e Moravia a Praga, ma a metà luglio 1941, dopo l'inizio dell'operazione Barbarossa, fu trasferita a Insterburg.

### 141. Reserve-Division
La divisione venne istituita il 24 settembre 1942 ribattezzando Divisione n. 141. Nell'ottobre 1942 fu trasferita a Stolpce, dove la divisione aveva il compito di addestrare le truppe, ma venne utilizzata anche per combattere i partigiani. Il 19 febbraio 1944 la divisione fu sciolta e le sue unità furono utilizzate per ricostituire la 68. Infanterie-Division.

## Ordine di battaglia
Division Nr. 141
- Infanterie-Ersatz-Regiment 1
- Infanterie-Ersatz-Regiment 21
- Infanterie-Ersatz-Regiment 206
- Infanterie-Ersatz-Regiment 491
- Artillerie-Ersatz-Regiment 1
- Reiter-Ersatz-Regiment 1
- Pionier-Ersatz-Bataillon 1
- Nachrichten-Ersatz-Abteilung 1
- Fahr-Ersatz-Abteilung 1

141. Reserve-Division
- Reserve-Grenadier-Regiment 1
- Reserve-Grenadier-Regiment 61
- Reserve-Grenadier-Regiment 206
- Reserve-Artillerie-Abteilung 11
- Reserve-Pionier-Bataillon 1

## Comandanti
Division Nr. 141
- Generalleutnant Ulrich von Waldow (13 novembre 1939 - 1º aprile 1942)

141. Reserve-Division
- Generalleutnant Heinz Hellmich (1º aprile 1942 - 10 dicembre 1942)
- Generalleutnant Otto Schönherr (10 dicembre 1942